# Marisa la Coquette
Pour les articles homonymes, voir Marisa.
Pour plus de détails, voir Fiche technique et Distribution.
Marisa la Coquette (Marisa la civetta) est un film en noir et blanc italien réalisé et écrit par Mauro Bolognini en 1957, avec Marisa Allasio et Renato Salvatori.

## Synopsis
La vendeuse de glaces Marisa apprécie d'être courtisée par les garçons de Civitavecchia, mais ce sera un marin étranger qui en fera la conquête. 

## Fiche technique
- Titre original : Marisa la civetta
- Titre français : Marisa la Coquette[1]
- Genre : comédie dramatique
- Réalisation : Mauro Bolognini
- Scénario : Mauro Bolognini, Tatina Demby et Pier Paolo Pasolini
- Photographie : Carlo Carlini
- Costumes : Piero Tosi
- Production : Carlo Ponti et Clemente Fracassi
- Composition : Carlo Rustichelli
- Montage : Roberto Cinquini
- Durée : 86 minutes
- Langue : italien
- Format : noir et blanc - mono
- Date de sortie : 
  - Italie : 1957
  - France : 27 avril 1960[1]

## Distribution
- Marisa Allasio : Marisa
- Renato Salvatori : Angelo
- Francisco Rabal
- Ettore Manni : Luigi
- Luz Márquez
- Ángel Aranda : Luccicotto
- María Cuadra : Luisa
- Giancarlo Zarfati : « Fumetto »
- Ennio Girolami
- Polidor
- Tonino Cianci
- Guglielmo Inglese
- Albino Cocco